# Kanton Laval-Est
Der Kanton Laval-Est war von 1982 bis 2015 ein französischer Kanton im Arrondissement Laval, im Département Mayenne und in der Region Pays de la Loire; sein Hauptort war Laval.

## Geografie
Der Kanton Laval-Est lag auf einer Höhe zwischen 33 Meter in Entrammes und 122 Meter in Laval.
Der Kanton lag im Zentrum des Départements Mayenne. Er grenzte im Norden an die Kantone Laval-Nord-Ouest und Laval-Nord-Est, im Osten an die Kantone Laval-Saint-Nicolas und Argentré, im Südosten an den Kanton Meslay-du-Maine, im Süden an den Kanton Grez-en-Bouère, im Südwesten an den Kanton Château-Gontier-Ouest und im Westen an die Kantone Laval-Sud-Ouest und Saint-Berthevin.

## Gemeinden
Der Kanton bestand aus der Gemeinde Entrammes und einigen Stadtvierteln der Stadt Laval (angegeben ist die Gesamteinwohnerzahl). 
| Gemeinde  | Einwohner Jahr | Fläche km² | Bevölkerungsdichte | Code INSEE | Postleitzahl |
| --------- | -------------- | ---------- | ------------------ | ---------- | ------------ |
| Entrammes | 2.231 (2013)   | 26,16      | 85 Einw./km²       | 53094      | 53260        |
| Laval     | 50.479 (2013)  | –          | – Einw./km²        | 53130      | 53000        |

## Geschichte
Der Kanton entstand 1801 aus dem Zusammenschluss der bis dahin zum Kanton Parné (heute Parné-sur-Roc) gehörenden Gemeinde Entrammes und einem Teil der Stadt Laval. Mit Ausnahme der Jahre 1973–1982, als der Kanton den Namen Laval-Sud-Est trug, war er bis zu seiner Auflösung 2015 unter dem Namen Laval-Est bekannt.